# Partido Nacional Eslovaco
Partido Nacional Eslovaco (en eslovaco: Slovenská Národná Strana, SNS) es un partido político conservador de Eslovaquia.
Desde 1990, SNS ha ganado escaños en todas las legislaturas del parlamento eslovaco, con la excepción en tres ocasiones (en 2002, 2012 y 2020) y ha sido parte del gobierno de 2006 a 2010. En ese año formó una coalición de gobierno con Dirección-Socialdemocracia (Smer-SD  ), que resultó en la suspensión de la organización política del Partido de los Socialistas Europeos (PSE).  El PSE consideró al SNS como:

...un partido político que incita o intenta provocar prejuicios raciales o étnicos y odio racial.

 Sin embargo, en 2008 la suspensión de la membresía de la organización terminó sin más demandas del PSE con respecto al SNS. En las elecciones parlamentarias de 2012, el SNS no logró alcanzar el umbral electoral del 5% y, por lo tanto, perdió la representación parlamentaria. En el siguiente congreso del partido en octubre de 2012, los delegados eligieron al abogado Andrej Danko como nuevo presidente del partido.

## Historia
El partido fue fundado en diciembre de 1989 y se percibe como un heredero ideológico del histórico Partido Nacional Eslovaco. El partido declara sus tres pilares: cristiano, nacional y social. Uno de los eventos más importantes en los que ha participado el SNS desde entonces fue el establecimiento de una Eslovaquia independiente el 1 de enero de 1993 luego del Divorcio de Terciopelo. El SNS ha tenido diputados en el parlamento eslovaco en los años 1990-2002 y 2006-2012. El partido también tenía diputados en el gobierno eslovaco. Marián Andel, Jozef Prokeš, Jaroslav Paška y Ľudovít Černák estaban en el segundo gobierno de Mečiar (1992–1994), Ján Sitek y Eva Slavkovská en el tercer gobierno de Mečiar (1994–1998) y otros diputados estaban en el gobierno de Fico desde (2006–2010).
Entre 2001 y 2005 hubo un Partido Nacional Eslovaco Verdadero (Pravná slovenská národná strana, PSNS), que fue una escisión del SNS, que más tarde volvió unirse al mismo. Desde 2005, también hay un Partido Nacional Eslovaco Unido (Zjednotená slovenská národná strana, ZSNS), también formado por exmiembros del SNS. En febrero de 2006, PSNS cambió su nombre a Coalición Nacional Eslovaca - Mutualidad Eslovaca. Sin embargo, solo el Partido Nacional Eslovaco es relevante actualmente.
En 2009, SNS propuso una ley para crear barreras para las mujeres que buscan el aborto en Eslovaquia.
En las elecciones parlamentarias de 2016, el partido obtuvo el 8,64% de los votos y se unió al tercer gabinete de Fico el 22 de marzo del mismo año.

## Resultados de elección

### Consejo Nacional
| Fecha | Votos        | %     | Diputados | +/- | Estatus                           |
| ----- | ------------ | ----- | --------- | --- | --------------------------------- |
| 1990  | 470.984 (#3) | 13,94 | 22/150    |     | Oposición                         |
| 1992  | 244.527 (#4) | 7,93  | 15/150    | 7   | Coalición con ĽS-HZDS (1992-1994) |
| 1992  | 244.527 (#4) | 7,93  | 15/150    | 7   | Oposición (1994)                  |
| 1994  | 155.359 (#7) | 5,40  | 9/150     | 6   | Coalición con ĽS-HZDS y ZRS       |
| 1998  | 304.839 (#5) | 9,07  | 14/150    | 5   | Oposición                         |
| 2002  | 95.633 (#9)  | 3,3   | 0/150     | 14  | Extraparlamentario                |
| 2006  | 270.230 (#3) | 11,73 | 20/150    | 20  | Coalición con SMER-SD y ĽS-HZDS   |
| 2010  | 128.490 (#6) | 5,08  | 9/150     | 11  | Oposición                         |
| 2012  | 116.420 (#7) | 4,56  | 0/150     | 9   | Extraparlamentario                |
| 2016  | 225.386 (#4) | 8,64  | 15/150    | 15  | Coalición con SMER-SD y Most–Híd  |
| 2020  | 91.171 (#10) | 3,16  | 0/150     | 15  | Extraparlamentario                |
| 2023  | 166.995 (#7) | 5,63  | 10/150    | 10  | Coalición con SMER-SD y HLAS-SD   |

### Presidencial
| Elección | Candidato       | Primera ronda | Primera ronda | Primera ronda | Segunda ronda | Segunda ronda | Segunda ronda |
| Elección | Candidato       | Votos         | %Votos        | Resultado     | Votos         | %Votos        | Resultado     |
| -------- | --------------- | ------------- | ------------- | ------------- | ------------- | ------------- | ------------- |
| 1999     | Ján Slota       | 73,836        | 2.50          | 5.º           | —             | —             | —             |
| 2004     | Vladimír Mečiar | 650,242       | 32.73         | Segunda ronda | 722,368       | 40.08         | Derrota       |
| 2009     | Ivan Gašparovič | 876,061       | 46.71         | Segunda ronda | 1,234,787     | 55.53         | Victoria      |

### Parlamento Europeo
| Año  | Voto   | Voto % | Asientos | Sitio |
| ---- | ------ | ------ | -------- | ----- |
| 2004 | 14,150 | 2.01   | 0/14     | 9.º   |
| 2009 | 45,960 | 5.55   | 1/13     | 6.º   |
| 2014 | 20,244 | 3.61   | 0/13     | 10.º  |
| 2019 | 40,330 | 4.09   | 0/14     | 8.º   |
| 2024 | 28,102 | 1.90   | 0/14     | 10.º  |

## Controversia

### Alegaciones de irredentismo
En abril de 2008, se publicó un mapa en el foro de discusión de la página web oficial del partido en donde el territorio de Hungría se dividía entre Eslovaquia y Austria, eliminando a Hungría del mapa. Después de recibir atención de los medios, el mapa fue eliminado rápidamente y la parte ha negado la responsabilidad, refiriéndose a la política de acceso libre de la sección del foro, donde se publicó el mapa.

## Líderes históricos
Líderes históricos del partido:
- Víťazoslav Móric (1990–1991)
- Jozef Prokeš (1991–1992)
- Ľudovít Černák (1992–1994)
- Ján Slota (1994–1999)
- Anna Belousovová (1999–2003)
- Ján Slota (2003–2012)
- Andrej Danko (2012–presente)